# Heden
Onder heden wordt vaak het huidige moment, nu, de tegenwoordige tijd verstaan.
Heden is het formelere woord voor vandaag. Anders gezegd: vandaag is spreektaal, heden is schrijftaal. De notaris begint een akte dan ook vaak met de woorden: Heden is voor mij verschenen (...).

## Heden of nu
Heden is een ruimer begrip dan nu. Het nu heeft geen duur, maar slaat enkel op het moment. Dit is vergelijkbaar met de punt in de meetkunde, die een plaats aanduidt maar geen afmetingen heeft. Heden is vandaag, dit jaar, deze periode, afhankelijk van de context.

## Thans
Het woord thans wordt (vooral in schrijftaal) ook wel gebruikt voor nu en voor heden. Qua connotatie ligt het echter dichter bij de betekenis van heden.

## Archeologie
In de archeologie wordt het heden aangeduid als 1 januari 1950. Een tijdaanduiding in die zin wordt gedaan als vijftig jaar Before Present (b.p.), in dit geval dus het jaar 1900. Deze definitie van het heden is afkomstig uit de praktijk van koolstofdatering, waarbij een kalibratiejaar nodig was.